# Zahirea, Rozdilna
Zahirea (în ucraineană Загір'я) este un sat în comuna Zatîșșea din raionul Rozdilna, regiunea Odesa, Ucraina.

## Demografie
Componența lingvistică a localității Zahirea
     Ucraineană (97,67%)
     Rusă (1,94%)
     Alte limbi (0,39%)
Conform recensământului din 2001, majoritatea populației localității Zahirea era vorbitoare de ucraineană (97,67%), existând în minoritate și vorbitori de rusă (1,94%).